# Клаудія Даска Ромеу
Клаудія Даска Ромеу (4 листопада 1994) — іспанська плавчиня.
Учасниця Олімпійських Ігор 2012 року.